# Sever-2
Sever-2 (rusky Север-2) jsou aerosaně zkonstruované sovětskou konstrukční kanceláří Kamov na zakázku sovětského Ministerstva spojů. Sloužily pro rozvoz pošty zejména na Dálném východě. V letech 1958–1961 bylo vyrobeno 100 kusů, poté byl Sever-2 nahrazen výkonnějším typem Kamov Ka-30.

## Vývoj a produkce
V polovině 50. let vyvstala potřeba náhrady aerosaní NKL-16 používaných od 40. let v severních částech Sovětského svazu pro poštovní účely. Tyto aerosaně již dosluhovaly a tak v roce 1957 vydalo Ministerstvo letecké výroby nařízení č. 299 pro OKB Kamov. Konstrukční kancelář měla navrhnout projekt nových aerosaní pro potřeby Ministerstva spojů SSSR.
Prototyp Sever-2 poháněný motorem AI-14RS (АИ-14PC) o výkonu 260 hp byl postaven v roce 1958 a o rok později vstoupil do sériové výroby. Dopravní stroj má karoserii automobilu GAZ-M-20 Pobeda, je vybaven 4 ližinami a trojlistým rotorem na zádi.
Vyrobilo se 100 kusů Severu-2. Stroje byly určeny k operativnímu využití na Sibiři, Dálném východě a v Jakutsku, obsluhovaly stanice na březích zamrzlých toků Amuru, Leny, Obu, Pečory. Vozily poštu i do míst, kde bylo do té doby použití jakékoliv dopravy vyjma psích spřežení nemožné. Běžně operovaly při teplotách do -50 °C.
Jeden stroj Sever-2 je vystaven v Ústředním muzeu vojenského letectva v Moninu.

## Technické údaje
Data z publikace ОКБ Н. И. Камова, OOO „Цeнтр авиации и Космонавтики“, 1999.
- Karoserie: GAZ-M-20 Pobeda
- Motor: 1× AI-14RS (160 hp)
- Délka: 6,02 m
- Šířka: 2,93 m
- Výška: 3,28 m
- Průměr vrtule: 2,7 m
- Hmotnost prázdného stroje: 2 346 kg
- Maximální hmotnost nákladu: 500 kg
- Max. rychlost: 60 km/h
- Dojezd: 360 km
- Počet pasažérů: 5 (včetně řidiče)
- Počet vyrobených kusů: 100